# Glenwood (Indiana)
Glenwood es un pueblo ubicado en el condado de Rush en el estado estadounidense de Indiana. En el Censo de 2010 tenía una población de 250 habitantes y una densidad poblacional de 548,44 personas por km².

## Geografía
Glenwood se encuentra ubicado en las coordenadas 39°37′34″N 85°18′7″O / 39.62611, -85.30194. Según la Oficina del Censo de los Estados Unidos, Glenwood tiene una superficie total de 0.46 km², de la cual 0.46 km² corresponden a tierra firme y (0%) 0 km² es agua.

## Demografía
Según el censo de 2010, había 250 personas residiendo en Glenwood. La densidad de población era de 548,44 hab./km². De los 250 habitantes, Glenwood estaba compuesto por el 100% blancos, el 0% eran afroamericanos, el 0% eran amerindios, el 0% eran asiáticos, el 0% eran isleños del Pacífico, el 0% eran de otras razas y el 0% pertenecían a dos o más razas. Del total de la población el 0.4% eran hispanos o latinos de cualquier raza.